# Groot Dochteren
Groot Dochteren is een buurtschap in de gemeente Lochem in de Nederlandse provincie Gelderland. Het ligt drie kilometer ten westen van Lochem; even ten noorden van het kanaal van Zutphen naar Enschede. De buurtschap heeft 295 inwoners (2009).
Stad: Lochem     
Dorpen: Almen · Barchem · Eefde · Epse · Exel · Gorssel · Harfsen · Joppe · Laren

Buurtschappen: Ampsen · Armhoede · Groot Dochteren · Klein Dochteren · Kring van Dorth · Nettelhorst, Langen en Zwiep · Oolde · Quatre Bras · De Schoolt

Gelderland: Steden en dorpen in Gelderland      Nederland: Provincies · Gemeenten